# Evening in Byzantium
Evening in Byzantium (englisch für ‚Abend in Byzanz‘) ist ein US-amerikanischer zweiteiliger Fernsehfilm nach dem gleichnamigen Roman von Irwin Shaw. Das Drehbuch wurde von Glen A. Larson und Michael Sloan adaptiert. Der Film wurde im August 1978 als Teil der Reihe Operation Prime Time gezeigt, mit der kleinere Sender dem Abendprogramm der drei großen Rundfunkanstalten der USA Konkurrenz machen wollte.

## Inhalt
Der bekannte Filmproduzent und Autor Jesse Craig besucht das Filmfestival von Cannes. Nach vielen Jahren hat er endlich ein neues Drehbuch geschrieben. Er möchte es seinem Freund und Agenten Brian Murphy zeigen. Bret Easton, ein amerikanischer Schauspieler und Regisseur, der in Europa lebt, will das Drehbuch in die Hände bekommen. Er schickt Frauen zu Murphy, um an das Drehbuch zu kommen und eine Kopie davon anzufertigen.
Craig trifft seine frühere Liebe Constance Dobson und sie beschließen, zusammen zu reisen. Währenddessen liest Easton das Drehbuch. Darin geht es um einen nuklearen Anschlag mit drei Flugzeugen auf amerikanische Großstädte – ähnlich dem, den Easton als Anführer einer Terroristengruppe selbst plant. Easton beschließt, Craig zu töten. Eine von ihm ausgelöste Explosion tötet allerdings Constance und verletzt Craig nur. Der nimmt daraufhin eigene Ermittlungen auf. Dabei erfährt er von Eastons terroristischen Plänen. Craig und die junge Reporterin Gail McKinnon konfrontieren Easton und vereiteln die Anschläge in letzter Minute.

## Rezeption
Tom Shales von The Washington Post fand 1978, dass Evening in Byzantium – wenn er nicht gerade mitten im Sommerloch käme – „keinen flüchtigen Blick wert wäre.“ Immerhin könnte er ein Publikum bekommen, „weil er da ist – und vorher nicht da war.“ Eine im Film vorkommende Replik beschreibt laut Shales den Film selbst sehr gut: „ein Stück Müll – oberflächlich und uninspiriert.“ Glenn Fords Performance charakterisiert Shales als „fehlgeleitete, träge Schlafträumerei“. Es sei nicht klar, „ob Ford überhaupt atmet.“
Bruce Eder schreibt: „Es ist alles sehr albern, obwohl es von den meisten Darstellern aufrichtig gespielt wird. Keiner der beschriebenen Handlungsstränge ist weniger plausibel als die Vorstellung, dass Glenn Ford und Erin Gray den Altersunterschied von 36 Jahren ignorieren könnten.“ Dennoch habe der Film heute eine besondere Bedeutung: „Eine fürs Fernsehen gemachte Routinearbeit, die 23 Jahre später mit den Anschlägen auf das New Yorker World Trade Center und das Pentagon am 11. September 2001 plötzlich irgendwie aktuell wurde.“

## Belege und weiterführende Informationen
1. 1 2  Bruce Eder: Evening in Byzantium (Memento vom 4. September 2021 im Internet Archive) bei AllMovie (englisch)
2. ↑  Tom Shales: No Bargain in 'Byzantium'. In: Washington Post. 14. August 1978, ISSN 0190-8286 (washingtonpost.com [abgerufen am 22. Juni 2023]).